# Установки фракціонування у Новокуйбишевську
Установки фракціонування у Новокуйбишевську — складники нафтохімічного майданчику в Самарській області, які здійснюють розділення зріджених вуглеводневих газів (ЗВГ).
У 1961 та 1962 роках у Новокуйбишевську почалось будівництво Центральних газофракційних установок 1 та 2 (ЦГФУ-1 та ЦГФУ-2). Первісно ними опікувався Куйбишевський завод синтетичного спирту, проте вже в 1962-му об'єкти передали Новокуйбишевському нафтопереробному заводу, а в 1964-му вони перейшли до Новокуйбишевського нафтохімічного комбінату. Запуск ЦГФУ-1 та ЦГФУ-2 припав на 1963 та 1964 роки відповідно. У 1971-му стала до ладу ЦГФУ-3.
Установки призначались для розділення фракції С3+ (у російській термінології відома як широка фракція легких вуглеводнів, ШФЛУ), а кінцевими продуктами виступали пропан, бутан, пропан-бутанова суміш, ізобутан, пентан, ізопентан та гексан. Відомо, що річна потужність ЦГФУ-2 та ЦГФУ-3 становила 300 тисяч тонн та 500 тисяч тонн відповідно.
Сировина для фракціонування могла надходити по трубопроводах Отрадненський ГПЗ – Новокуйбишевськ та Нєфтєгорський ГПЗ – Новокуйбишевськ, а також залізницею.
Одними зі споживачів бутану та ізопентану виступали установки дегідрогенізації самого Новокуйбишевського нафтохімічного комбінату та аналогічні виробництва заводу синтетичного каучуку в Тольятті.
В першій половині 2000-х через господарську суперечку «Сібур»-а (на той момент був власником Новокуйбишевського майданчику) та ЮКОС-а (володів зазначеними ГПЗ) постачання сировини трубопровідним транспортом припинилось. При цьому в 2006-му частково розукомплектували ЦГФУ-2, що вже з 1990-х років була мало завантажена, а в 2008-му поставили на консервацію ЦГФУ-3. Втім, у 2013-му новий власник Новокуйбишевського майданчику компанія «Самаранефтеоргсинтез» (САНОРС) із групи «Роснафти» запустила ЦГФУ-2, а 2014-го відновила роботу ЦГФУ-3, що була модернізована зі збільшенням річною потужності до 900 тисяч тонн. Однією зі складових модернізації стала відмова від нагрівальних печей із переходом на споживання пари з Новокуйбишевської ТЕЦ-2 (також належить САНОРС-у).